# Никољдан 1901. године
Никољдан 1901. године је југословенски телевизијски филм из 1998. године. Режирао ју је Радомир Шарановић који је заједно са Јованом Радуловићем адаптирао сценарио по делу Симе Матавуља На слави.